# Université technique Gheorghe Asachi de Iași
Pour les articles homonymes, voir Université technique.
L'université technique « Gheorghe Asachi » (Universitatea Tehnică „Gheorghe Asachi” din Iași) est une université roumaine de sciences et techniques ayant son siège à Iași, fondée en 1813 sous le nom de Școala de Ingineri Hotarnici și Civili et devenue en 1937 école polytechnique de Iași. Elle porte son nom actuel depuis 1993.